# セルゲイ・タネーエフ
セルゲイ・イヴァノヴィチ・タネーエフ（ロシア語: Серге́й Ива́нович Тане́ев、ラテン文字転写例: Sergei Ivanovich Taneyev、1856年11月25日（ユリウス暦 11月13日）） - 1915年6月19日（ユリウス暦 6月6日））は、ロシアの作曲家、ピアニスト、音楽理論家、教育者。

## 生涯
出生から修学期
1856年、ロシア帝国・ヴラディーミルで生まれた。15世紀まで歴史をたどれる貴族の家系に生まれ、父・イヴァンは医師で、アマチュア音楽家であった。5歳からピアノを習い始めた。
1866年の9歳の時、一家はモスクワに移住し、新設されたモスクワ音楽院に同1866年に聴講生として入学(1869年に正式な生徒となった)。低学年の頃はエドゥアルト・ランゲルのクラスで学び、正式な生徒となってからはピアノをエドゥアルト・ランゲルとニコライ・ルビンシテインに、音楽形式とフーガをニコライ・グーベルトに、作曲と楽器法をピョートル・チャイコフスキーの下で学んだ。特に、チャイコフスキーには可愛がられた学生であった。1875年に金メダルを得て卒業。
音楽院卒業後
卒業後はピアニスト、作曲家として活躍。レオポルト・アウアーとデュオを組んで演奏旅行を行う。1875年11月には、チャイコフスキーの『ピアノ協奏曲第1番 変ロ短調』のモスクワ初演でピアノを担当。1882年5月22日には同じく『ピアノ協奏曲第2番 ト長調』の世界初演を担当した。
1878年よりモスクワ音楽院で教鞭を執り、和声および楽器法を担当した。1881年に教授に昇格し、亡くなったニコライ・ルビンシテインの跡を継いでピアノ科教授も受け持った。そして1885年から1889年までの4年間、音楽院院長も務めた。なお、生涯を終えるまで乳母とともにマールィ。ブラシエフスク横丁の貸家に住んでいた。タネーエフはレフ・トルストイの寵愛を受け、トルストイ家を頻繁に訪れる客であり、ヤースナヤ・ポリャーナで多くの時間を過ごした。1895年、トルストイ夫妻は7歳の息子を亡くし、トルストイは悲しむ妻・ソフィア・トルスタヤを励ますために夏の休暇をタネーエフと共に過ごすこととし招待した。しかし夫人はこの頃からタネーエフに恋心を懐くようになり、トルストイはタネーエフの同性愛を知っていたものの嫉妬を懐くようになり、夫婦間の不和の原因となってしまった。
1905年、権威主義的な運営方法に抗議して音楽院を退職。教授陣や学生には戻ってくることを要請されたが、戻ることはなかった。
モスクワ音楽院辞職後

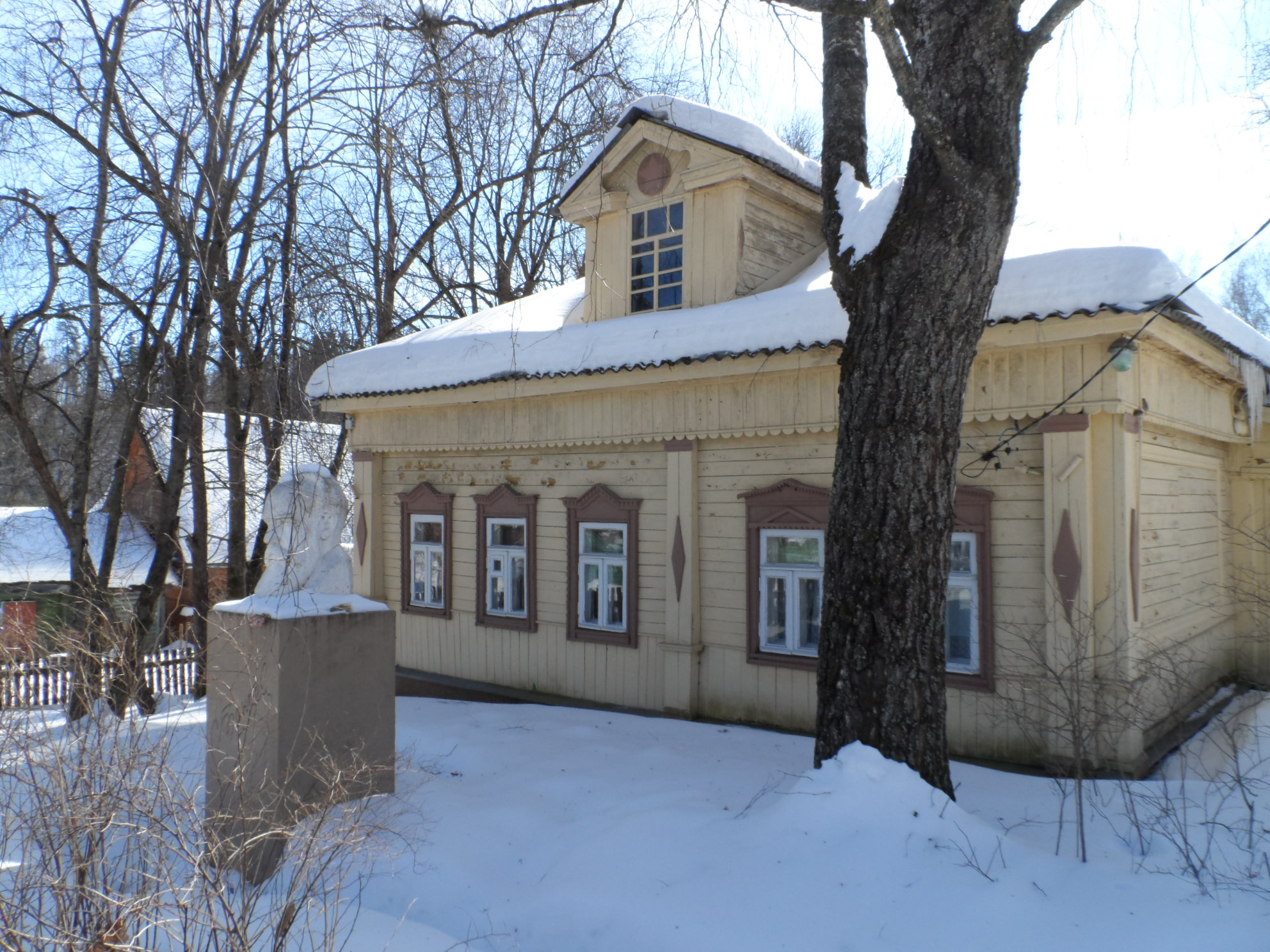
デューティコヴォ村にあるタネーエフ博物館

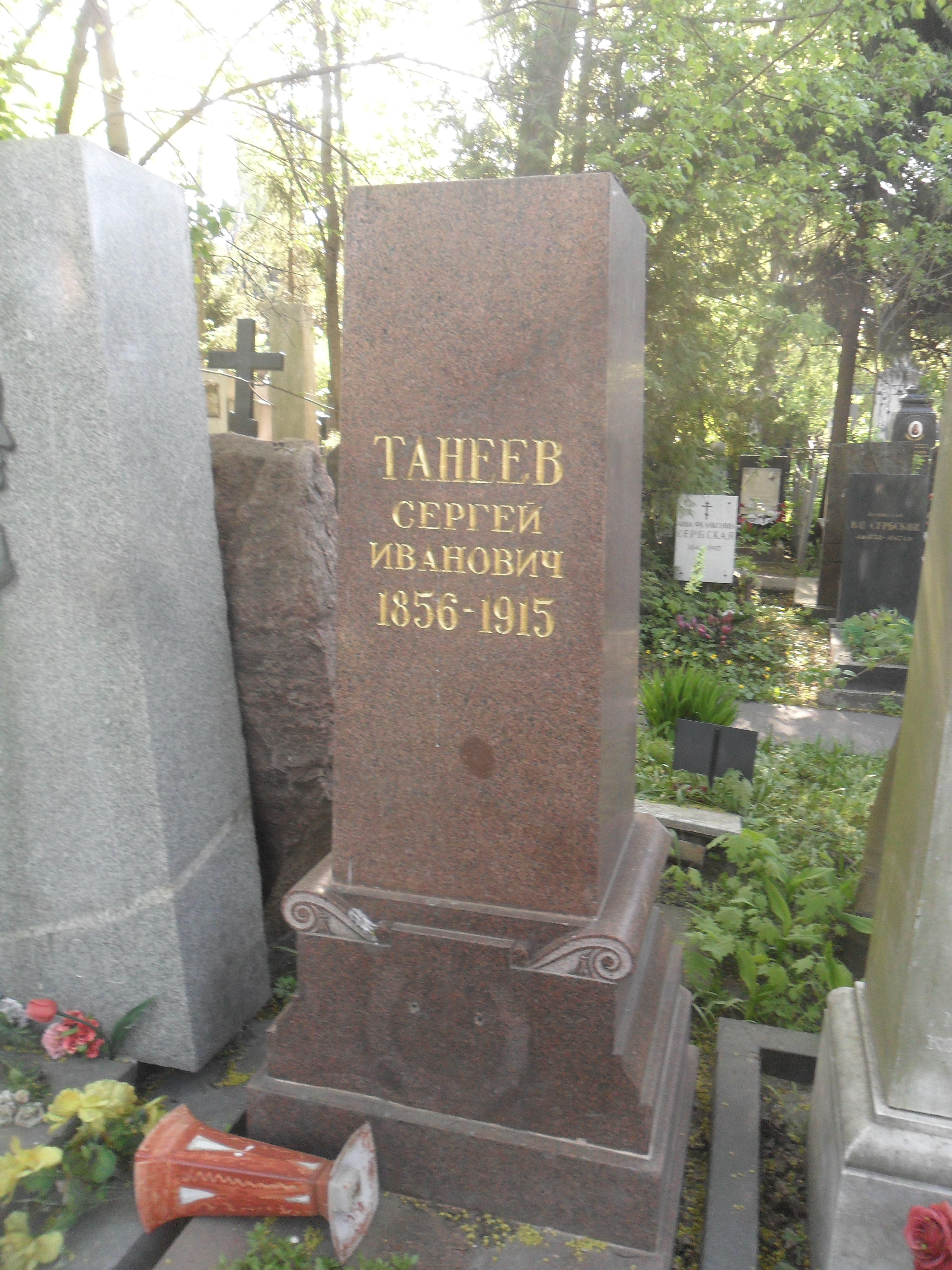
モスクワノヴォデヴィチ墓地にある墓

1906年、一般の人々に普及をはかる人民音楽院の創設者となり、教員ともなった。音楽民俗学を学び、学生らと共に働いた。音楽院を退いた後の晩年はヨーロッパへ旅行することが多かった。
1915年、弟子であったスクリャービンの葬儀に出席した際、薄着で棺を担いだのが元で風邪を引き、心臓病を併発してモスクワ近郊のデューティコヴォ村で生涯を閉じた。モスクワのノヴォデヴィチ墓地に埋葬されている。

## 作曲作品とその特徴
出版について無頓着だったために出版された作品数は少なく、番号付けは混乱しているが、4曲の交響曲、弦楽四重奏曲などの室内楽曲、オペラ、合唱曲、ピアノ曲（数は少ないが、リーリャ・ジルベルシュテインがレパートリーとしている『前奏曲とフーガ 嬰ト短調』（作品29）が有名）など多数の作品を残した。わずかながら正教会の聖歌も作曲している（『主よ、爾は善智なる盗賊を』）。
その作風はチャイコフスキー同様保守的であるが、叙情性よりも構築性を重んじ、対位法を多く駆使しており、「ドイツ的」と称されることが多い。グラズノフ、門人パウル・ユオンやメトネルと並んで、「ロシアのブラームス」と呼ばれる一人である。もっとも、タネーエフ自身はブラームスを嫌悪していた（同様にワーグナーも嫌悪していた）。

### 音楽理論に関して
対位法の理論家としても知られ、著書には『可動的厳格対位法』、『カノンの研究』、ブレッスラーの『厳格対位法と楽式論』の翻訳などがある。また、チャイコフスキーのいくつかの未完作品（『アンダンテとフィナーレ』など）を補筆している。

### 演奏家として
なお、ピアニストとしては、1891年にモーツァルトの『幻想曲 ハ短調』（K. 396）をエジソンシリンダーに録音しているほか、高く評価していたアントン・アレンスキーの『2台のピアノによる組曲第2番《シルエット》』の第4曲の録音（1892年）をパーヴェル・パプストと共に残している。
指導学生
弟子には下記がいる。
- アレクサンドル・グラズノフ
- アレクサンドル・スクリャービン
- セルゲイ・プロコフィエフ
- ニコライ・メトネル
- セルゲイ・ラフマニノフ

## 家族・親族
- 父：イヴァン・イリイチ・タネーエフ(1796-1879)は文学修士、医師、国家評議員。
- 兄：ウラジミール・タネーエフ（ロシア語版）はチャイコフスキーの弟子であり、弁護士。
- 親類：アレクサンドル・タネーエフは作曲家。

## 作品

### 交響曲
- 交響曲第1番 ホ短調（1873-74年、1948年出版）
- 交響曲第2番 変ロ長調（1877-78年、1977年出版） - 3楽章までの未完成。
- 交響曲第3番 ニ短調（1884年、1947年出版）
- 交響曲第4番 ハ短調 作品12（1896-98年、1901年出版）
タネーエフが出版した唯一の番号付き交響曲であり、当初は『交響曲第1番』として出版された。

### 管弦楽曲
- ロシアの主題による序曲 ハ長調（1882年、1948年出版）
ニコライ・リムスキー＝コルサコフの『100のロシア民謡集』（作品24）の第10曲を基にしており、パヴェル・ラムが補筆完成させ1948年に出版された。
- 序曲『オレステイア』ホ短調 作品6（1889年、1897年出版）
自身が作曲した同名のオペラの主題に基づく。

### 協奏曲
- ピアノ協奏曲 変ホ長調（1875-76年、1957年出版）
2楽章までのスケッチのみ。チャイコフスキーに酷評されたことから作曲を断念した。ヴィッサリオン・シェバリーンによる補筆版がある。
- ヴァイオリンと管弦楽のための協奏的組曲 作品28（1909年）
1. 前奏曲、2. ガヴォット、3. おとぎ話、4. 主題と変奏、5. タランテラ

### 弦楽四重奏曲
- 弦楽四重奏曲 ニ短調（1874-76年、1952年出版）
- 弦楽四重奏曲（第7番） 変ホ長調（1880年、1952年出版）
- 弦楽四重奏曲（第8番） ハ長調（1883年、1952年出版）
- 弦楽四重奏曲（第9番） イ長調（1883年、1952年出版）
- 弦楽四重奏曲第1番 変ロ長調 作品4（1890年、1892年出版）
- 弦楽四重奏曲第2番 ハ長調 作品5（1894-95年、1896年出版）
- 弦楽四重奏曲第3番 ニ短調 作品7（1886年、1896年改訂、1898年出版）
- 弦楽四重奏曲第4番 イ短調 作品11（1898-99年、1900年出版）
- 弦楽四重奏曲第5番 イ長調 作品13（1902-03年）
- 弦楽四重奏曲第6番 変ロ長調 作品19（1903-05年、1906年出版）
- 弦楽四重奏曲 ハ短調（1911年、1952年出版） - 2楽章のみ。

### 室内楽曲
- 弦楽三重奏曲 ニ長調（1879-80年、1956年出版）
- 弦楽三重奏曲 ニ長調 作品21（1907年）
- 弦楽三重奏曲 変ホ長調 作品31（1910-11年）
- 弦楽三重奏曲 ロ短調（作曲年不明、1952年出版）
- 弦楽五重奏曲第1番 ト長調 作品14（1900-01年、1903年改訂）
- 弦楽五重奏曲第2番 ハ長調 作品16（1903-04年）
- ピアノ四重奏曲 ホ長調 作品20（1902-06年）
- ピアノ三重奏曲 ニ長調 作品22（1910-11年）
- ピアノ五重奏曲 ト短調 作品30（1906-08年）
- ヴァイオリンソナタ イ短調（1911年、1948年出版）
- ヴァイオリンとピアノのための10のロマンス 作品17（1905年）

### ピアノ曲
- アンダンティーノ・センプリチェ ロ短調（作曲年不明、1953年出版）
- 主題と変奏 ハ短調（1874年、1953年出版）
- ピアノソナタ 変ホ長調（1874-75年） - 第1楽章のみ。
- スケルツォ 変ホ短調（1874-75年、1953年出版）
- 4つのスケルツォ（1875年、1953年出版）
1. ヘ長調、2. ハ長調、3. ト短調、4. ニ短調
- カドリーユ イ長調（1879年、1953年出版）
- 行進曲 ニ短調（1879年、1953年出版）
- 休息（エレジー）嬰へ短調（1880年、1953年出版）
- 四手のための行進曲 ハ長調（1881年、1981年出版）
- 子守歌 変ロ長調（1881年、1953年出版）
- 前奏曲 ヘ長調（1894-95年、1904出版）
- 前奏曲とフーガ 嬰ト短調 作品29（1910年）

### 合唱曲
- ダマスコの聖イオアン（ダマスクスのヨハネ） 作品1（1883-84年）
- 詩篇の朗読 作品36（1912-15年、1923年出版）

### オペラ
- オレステイア（1887-94年、1900年出版）